# Gertrud Aulén
Gertrud Johanna Maria Aulén, född den 10 oktober 1881 i Ljungby församling, Kalmar län, död den 9 augusti 1952 i Sigtuna, var en svensk lärarinna. Hon var syster till Gustaf Aulén.
Gertrud Aulén avlade lärarinneexamen vid Anna Sandströms seminarium 1902. Hon var lärarinna i Åhlinska flickskolan 1905–1910, bedrev universitetsstudier 1910–1911, var resesekreterare i Svenska kvinnors missionsförening 1912–1915 och lärarinna vid Anna Sandströms skola 1915–1918. Gertrud Aulén undervisade vid Sigtuna folkhögskola från 1918. Hon tilldelades Illis quorum 1942. Gertrud Aulén publicerade Kristendomens väg till folken (missionshistoria, 3 upplagor) och För livsvandringen – för morgonandakten (2 upplagor). Hon vilar på Sigtuna kyrkogård.